# Krzysztof Kieślowski

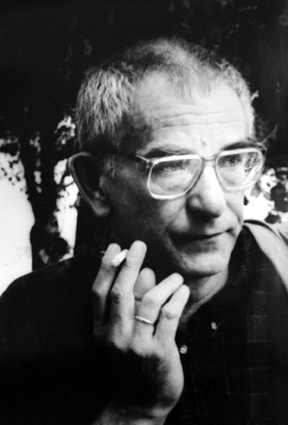
Krzysztof Kieślowski (1994)

Krzysztof Kieślowski (ⓘ) (* 27. Juni 1941 in Warschau; † 13. März 1996 ebenda) war ein polnischer Filmregisseur und Drehbuchautor, international bekannt für seine Filmzyklen Dekalog und Drei Farben.

## Leben und Wirken
Kieślowski wurde in Warschau geboren, wuchs aber in verschiedenen Kleinstädten auf. Die Umzüge waren dadurch bedingt, dass sein an Tuberkulose erkrankter Vater, ein einfacher Mechaniker, ständig nach einer besseren Behandlung suchte. Im Alter von 16 Jahren besuchte Kieślowski eine Schule, die Feuerwehrmänner ausbildete, aber er verließ sie bereits nach drei Monaten wieder. Ohne jegliches Karriereziel begann er 1957 ein Studium an der Warschauer Hochschule für Theaterwissenschaften, mit deren Direktor er verwandt war. Er beschloss, Theaterregisseur zu werden, weil es aber keine spezielle Ausbildung für Regisseure gab, studierte er zunächst Film.
Nachdem er die Hochschule verlassen und einige Zeit als Kostümschneider fürs Theater gearbeitet hatte, bewarb Kieślowski sich an der Staatlichen Hochschule für Film, Fernsehen und Theater in Łódź, jener Hochschule, die auch schon Talente wie Roman Polański, Krzysztof Zanussi oder Andrzej Wajda hervorgebracht hatte. Er wurde jedoch zweimal abgelehnt. Um seine Wehrpflicht zu umgehen, begann er kurzfristig ein Kunststudium in Warschau und verschrieb sich außerdem einer drastischen Diät, in der Hoffnung, er würde aus Fitnessgründen von der Armee abgelehnt werden. Nachdem er die Einberufung so einige Monate erfolgreich umgangen hatte, wurde er im dritten Versuch endlich an der Hochschule in Łódź aufgenommen.
Er besuchte die Hochschule von 1964 bis 1968, als die Regierung ein hohes Maß an künstlerischer Freiheit zuließ. Kieślowski verlor schnell das Interesse am Theater und entschied sich, stattdessen Dokumentationen zu drehen. Außerdem heiratete er im Abschlussjahr die Liebe seines Lebens, Maria Cautillo. Am 8. Januar 1972 wurde ihre gemeinsame Tochter Marta geboren.

## Dokumentarfilme
Kieślowskis erste Dokumentarfilme zeigten das tägliche Leben einfacher Arbeiter, Bürger oder Soldaten. Obwohl er kein politischer Filmemacher war, stellte sich schnell heraus, dass der Versuch, das Leben der Polen darzustellen, unweigerlich zu Konflikten mit der Regierung führen würde. Sein Fernsehfilm Workers ’71, der Arbeiter zeigt, welche über die Massenstreiks im Jahr 1970 diskutieren, wurde nur in einer stark zensierten Form ausgestrahlt.
Nach Workers ’71 legte er sein Augenmerk auf die Regierenden selbst: In dem Film Curriculum Vitae kombiniert er eine Dokumentation über ein Treffen im Politbüro mit einer fiktiven Geschichte über einen Mann, der unter politischer Beobachtung steht. Obwohl Kieślowski davon überzeugt war, dass sein Film eine antiautoritäre Aussage hat, wurde er von seinen Kollegen heftig kritisiert – er soll mit der Regierung zusammengearbeitet haben.
Kieślowski sagte später, er habe die Dokumentationen aus zwei Gründen aufgegeben: Erstens wegen der Zensur von Workers ’71, die ihn daran zweifeln ließ, dass man die Wahrheit in einem autoritären Regime wirklich darstellen könne, und außerdem wegen eines Vorfalls beim Dreh von Der Bahnhof (1980), bei dem ein paar Aufnahmen beinahe als Beweismaterial für einen Kriminalfall Verwendung gefunden hätten. Er habe erkannt, dass die Fiktion nicht nur mehr künstlerische Freiheit zulasse, sondern das tägliche Leben auch wirklichkeitsnäher darstellen könne.

## Polnische Filme
Sein erster nichtdokumentarischer Film war Das Personal (1975), der fürs Fernsehen gedreht wurde und ihm seinen ersten Filmpreis auf dem Mannheimer Filmfestival einbrachte. Das Personal und auch sein nächster Streifen Die Narbe waren deutlich von sozialem Realismus geprägt und bestachen durch ein ziemlich großes Aufgebot an Schauspielern. Das Personal zeigt die Geschichte einiger Techniker, die an einer Bühnenproduktion arbeiten, und beruht auf Erfahrungen aus seiner Studienzeit. Die Narbe handelt von dem Umbruch einer Kleinstadt aufgrund eines eher mäßig geplanten Industrieprojekts. Beide Filme wurden im dokumentarischen Stil gedreht, fast ausschließlich mit semiprofessionellen Schauspielern. Die Filme porträtieren, wie schon seine früheren Werke, das alltägliche Leben in einem fehlerhaften Regierungssystem – nur hat er diesmal die Interviews und Kommentare weggelassen.
Der Filmamateur (1979), der den ersten Preis beim Moskauer Internationalen Filmfestival gewann, und Der Zufall möglicherweise (1981/87) verfolgen in etwa dieselbe Linie, wobei sie sich mehr auf die Ansichten eines Charakters statt einer ganzen Gemeinschaft konzentrieren. In dieser Zeit war Kieślowski Teil einer losen Vereinigung polnischer Regisseure, darunter Janusz Kijowski, Andrzej Wajda, und Agnieszka Holland. Die Vereinigung nannte sich Cinema of Moral Anxiety. Seine Verbindung zu diesen Regisseuren (insbesondere Holland) führten immer wieder zu Streitigkeiten mit der polnischen Regierung. So gut wie alle seine Filme wurden zensiert, verschnitten oder überhaupt nicht der Öffentlichkeit zugänglich gemacht, wie auch Der Zufall möglicherweise, der erst sechs Jahre nach Fertigstellung gezeigt wurde.
Ohne Ende (1984) war wahrscheinlich sein politischster Film. Er zeigte politische Prozesse in Polen in der Zeit des Kriegsrechts zwischen 1981 und 1983, und zwar aus der eher untypischen Perspektive eines Geistes und seiner Witwe. Der Film wurde sowohl von der Regierung als auch von deren Kritikern verurteilt. Während der Dreharbeiten machte Kieślowski die Bekanntschaft zweier zukünftiger Begleiter, des Drehbuchautors Krzysztof Piesiewicz und des Komponisten Zbigniew Preisner. Piesiewicz war damals Anwalt für Kriegsrecht, zu welchem Thema Kieślowski recherchierte. Piesiewicz assistierte Kieślowski bei der Drehbucharbeit sämtlicher nachfolgender Filme. Die Filmmusik spielte schon immer einen immens wichtigen Part in den Filmen Kieślowskis und die meisten Stücke Preisners werden in Verbindung mit diesen Filmen genannt. Oftmals werden die Musikstücke im Film selbst als Arbeit eines fiktiven niederländischen Komponisten namens Van den Budenmayer vorgestellt.
Zwischen 1988 und 1989 veröffentlichte Kieślowski die Filmreihe Dekalog. Zehn Kurzfilme, die alle in einem Warschauer Hochhaus spielen, basierend auf den zehn Geboten, mit finanzieller Unterstützung aus Westdeutschland für das polnische Fernsehen produziert. Mittlerweile ist sie eine der meistgefeierten Filmserien aller Zeiten. Dekalog wurde von Kieślowski und Piesiewicz geschrieben und die zehn jeweils einstündigen Episoden sollten ursprünglich alle von verschiedenen Regisseuren gedreht werden, jedoch war es Kieślowski nicht möglich, die Kontrolle über das Projekt abzugeben, und so hatte wenigstens jede Episode einen anderen Kameramann. Die fünfte und sechste Episode wurden außerdem als längere Version gedreht und international unter dem Namen Ein kurzer Film über das Töten und Ein kurzer Film über die Liebe veröffentlicht. Kieślowski wollte auch eine verlängerte Version der neunten Episode Ein kurzer Film über die Eifersucht drehen, aber Erschöpfung hielt ihn letztendlich davon ab. Es wäre sein 13. Film binnen eines Jahres gewesen.

## Casting
Kieślowski engagierte oft dieselben Schauspieler für die Hauptrollen seiner Filme:
- Artur Barciś in Ohne Ende, Dekalog, Ein kurzer Film über die Liebe und Ein kurzer Film über das Töten
- Aleksander Bardini in Ohne Ende, Dekalog, Die zwei Leben der Veronika und Drei Farben: Weiß
- Irène Jacob in Die zwei Leben der Veronika und Drei Farben: Rot
- Bogusław Linda in Der Zufall möglicherweise und Dekalog
- Maria Pakulnis in Ohne Ende und Dekalog
- Jerzy Stuhr in Die Narbe, Der Filmamateur, Der Zufall möglicherweise, Dekalog und Drei Farben: Weiß
- Grażyna Szapołowska in Ohne Ende, Dekalog und Ein kurzer Film über die Liebe
- Zbigniew Zamachowski in Dekalog und Drei Farben: Weiß

## Ausländische Produktionen
Kieślowskis letzte vier Filme waren ausländische Produktionen, insbesondere mit Geld aus Frankreich produziert. Diese handeln von moralischen Werten, wie den Idealen der Französischen Revolution, oder existenziellen Fragen, wie schon zuvor Dekalog und Der Zufall möglicherweise, aber auf eine etwas abstraktere Art und Weise, mit weniger Schauspielern, tiefgründigeren Geschichten und geringerem Fokus auf die Gesellschaft. Kieślowskis Heimatland Polen tauchte im Folgenden meist nur noch aus dem Blickwinkel anderer Europäer auf. Diese vier Filme zählen mit Abstand zu seinen finanziell erfolgreichsten Produktionen.
Der erste war La double vie de Véronique (Die zwei Leben der Veronika, 1990) mit Irène Jacob in der Hauptrolle. Der große kommerzielle Erfolg ermöglichte Kieślowski wesentlich höhere Budgets für seine letzten Filme, die Trilogie Drei Farben (Blau, Weiß, Rot) mit Marin Karmitz als Produzenten – die drei Farben sollen die drei Werte der französischen Nationalflagge symbolisieren. Drei Farben war nicht nur sein künstlerisch ambitioniertestes Werk (neben Dekalog), sondern auch sein kommerziell erfolgreichstes. Mit den drei Filmen gewann er eine Reihe internationaler Preise, zum Beispiel den Goldenen Löwen auf dem Filmfestival in Venedig für den besten Film (Drei Farben: Blau) und den Silbernen Bären für die beste Regie (Drei Farben: Weiß) auf der Berlinale, außerdem drei Nominierungen für die Academy Awards. Die Trilogie wird allgemein als herausragende Leistung im zeitgenössischen Kino angesehen.

## Tod und Nachlass

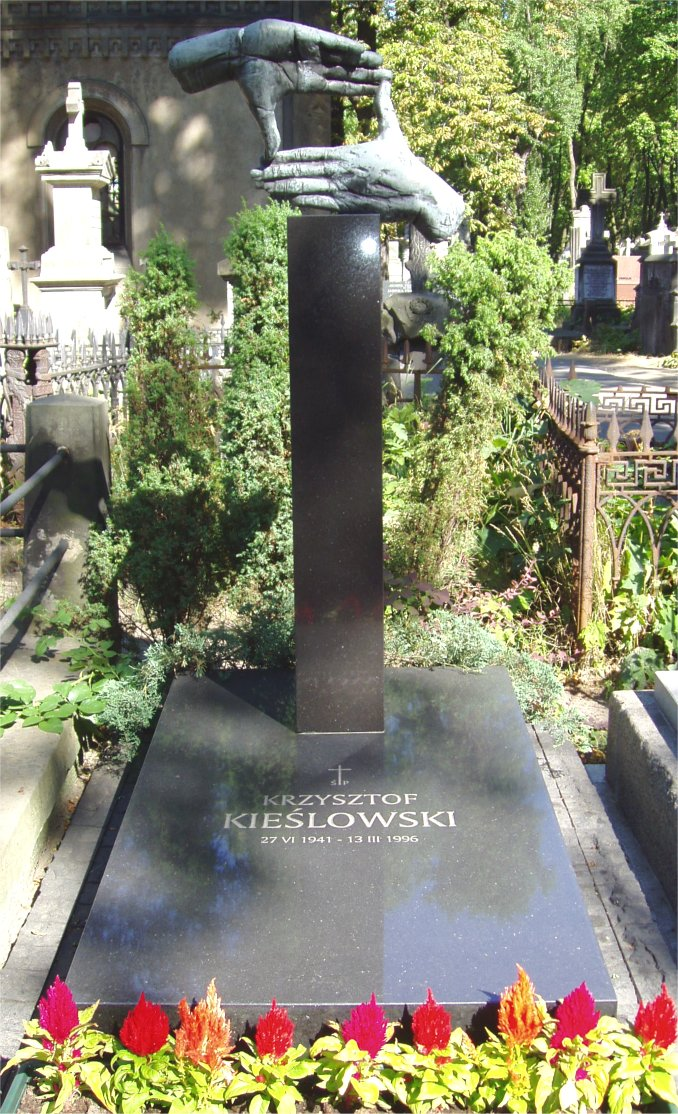
Kieślowskis Grab

Krzysztof Kieślowski starb im Alter von 54 Jahren am 13. März 1996 an einem Herzinfarkt während einer Herzoperation. Er wurde auf dem Powązki-Friedhof in Warschau begraben. Auf dem Grabstein steht eine Skulptur, deren Hände den klassischen Vierecksblick durch die Kamera imitieren. Die kleine Skulptur besteht aus schwarzem Marmor und ist etwa einen Meter hoch. Die Gussplatte mit Kieślowskis Namen und Daten liegt davor.
Auch Jahre nach seinem Tod ist er als einer der einflussreichsten europäischen Regisseure in Erinnerung geblieben, und seine Werke werden ständig Filmklassen an Universitäten in der ganzen Welt gezeigt. Das 1993 erschienene Buch Kieślowski über Kieślowski beschreibt sein Leben in eigenen Worten und basiert auf Interviews von Danuta Stok. Er ist außerdem Thema der Biografie Krzysztof Kieślowski: I'm So-So (1995) von Krzysztof Wierzbicki.
Obwohl es geheißen hatte, Kieślowski werde nach Drei Farben in Rente gehen, war er zu der Zeit dabei, Drehbücher für eine neue Trilogie zu schreiben, wiederum assistiert von Piesiewicz. Sie sollte Himmel, Hölle und Fegefeuer heißen und war inspiriert von Dantes Göttliche Komödie. Wie schon bei Dekalog geplant, sollten die Drehbücher von unterschiedlichen Regisseuren gedreht werden, aber nach Kieślowskis frühzeitigem Ableben blieb offen, ob er die Filme nicht doch selber gemacht hätte. Das einzige fertige Drehbuch Heaven wurde von Tom Tykwer realisiert und 2002 auf dem Toronto International Film Festival veröffentlicht. Aus den anderen beiden Skripten – damals nur 30-seitige Fragmente – hat Piesiewicz inzwischen Drehbücher gefertigt. Wie in der Hölle vom bosnischen Regisseur Danis Tanović wurde 2005 mit Emmanuelle Béart veröffentlicht, 2007 folgte Hope (Regie: Stanisław Mucha).
Der polnische Schauspieler und Regisseur Jerzy Stuhr, der in diversen Kieślowski-Filmen mitwirkte und unter anderem am Script für Der Filmamateur mitschrieb, verwirklichte im Jahr 2000 ein weiteres Kieślowski-Werk unter dem Titel Das große Tier (Duże zwierzę).

## Zeugnisse zu Kieślowskis Werk
In einem 1995 an der Universität Oxford gegebenen Interview sagte Kieślowski über seinen Kulturbegriff im Zusammenhang mit seinem filmischen Schaffen:
"Es kommt aus einer tief verwurzelten Überzeugung, dass – wenn es sich überhaupt lohnen soll, etwas für die Kultur zu tun – Themen und Situationen berührt werden müssen, die Menschen verbinden, und nicht solche, die Menschen trennen. Es gibt zu viele Dinge auf der Welt, welche die Menschen auseinander dividieren, wie Religion, Politik, Geschichte und Nationalismus. ... Gefühle verbinden Menschen miteinander, denn das Wort 'Liebe' hat für alle die gleiche Bedeutung. Oder 'Angst' oder 'Leiden'. Wir haben alle die gleiche Angst, und vor den gleichen Sachen. Und wir alle lieben auf die gleiche Weise. Deshalb erzähle ich von diesen Dingen, denn in allen anderen Themenbereichen finde ich sofort Trennendes."
Stanley Kubrick schrieb das Vorwort zu Kieślowski & Piesiewicz, Dekalog: Die Zehn Gebote, London: Faber & Faber, 1991. Er sagt darin:

„Ich bin immer abgeneigt einen bestimmten Punkt aus dem Werk eines großen Filmemachers herauszupicken, weil man immer Gefahr läuft, das Ganze zu vereinfachen oder gar zu dezimieren. Aber in diesem Buch hier von Krzysztof Kieślowski und seinem Co-Autor, Krzysztof Piesiewicz, darf nicht unangemerkt bleiben, dass die beiden nicht nur das seltene Talent haben, ihre Ideen zu erzählen, sondern auch das, sie zu dramatisieren. Beim Durchlaufen der Etappen in ihren Filmen schaffen sie es, das Publikum so zu fesseln, dass dieses wirklich erforscht, was in dem Film los ist, statt sich einfach unterhalten zu lassen. Sie machen dies mit einer so wunderbaren Technik, dass man nie weiß, was genau passiert, und erst später merkt, wie sehr sie das eigene Innere berührt haben.“

## Filmografie

### Dokumentationen und Kurzfilme
- 1966: Urząd
- 1968: Zdjęcie
- 1968: Z miasta Łodzi
- 1970: Byłem żołnierzem
- 1970: Fabryka
- 1971: Robotnicy ’71: Nic o nas bez nas
- 1971: Przed rajdem
- 1972: Między Wrocławiem a Zieloną Górą
- 1972: Podstawy BHP w kopalni miedzi
- 1973: Murarz
- 1974: Prześwietlenie
- 1974: Pierwsza miłość
- 1975: Życiorys
- 1976: Szpital
- 1976: Klaps
- 1977: Nie wiem
- 1977: Z punktu widzenia nocnego portiera
- 1978: Siedem kobiet w różnym wieku
- 1980: Der Bahnhof (Dworzec)
- 1980: Gadające głowy

### Spielfilme
- 1966: Die Straßenbahn (Tramwaj)
- 1967: Wunschkonzert (Koncert życzeń)
- 1973: Unterführung (Przejście podziemne)
- 1975: Das Personal (Personel)
- 1976: Die Narbe (Blizna)
- 1976. Gefährliche Ruhe (Spokój)
- 1979: Der Filmamateur (Amator)
- 1981: Ein kurzer Arbeitstag (Krótki dzień pracy)
- 1981/87: Der Zufall möglicherweise (Przypadek)
- 1985: Ohne Ende (Bez końca)
- 1988: Ein kurzer Film über das Töten (Krótki film o zabijaniu)
- 1988: Ein kurzer Film über die Liebe (Krótki film o miłości)
- 1989: Dekalog
- 1991: Die zwei Leben der Veronika (La Double vie de Véronique)
- 1993: Drei Farben: Blau (Trois couleurs: Bleu)
- 1994: Drei Farben: Weiß (Trzy kolory: Biały)
- 1994: Drei Farben: Rot (Trois couleurs: Rouge)

Anhand seiner Drehbücher entstanden folgende Filme:
- 2000: Das große Tier (Duże zwierzę), Regie: Jerzy Stuhr
- 2001: Heaven, Regie: Tom Tykwer
- 2005: Wie in der Hölle (L’enfer), Regie: Danis Tanović

## Auszeichnungen und Ehrungen
Krzysztof Kieślowski wurden unzählige Preise für sein Dokumentar- und Spielfilmwerk verliehen. Die folgende Auflistung ist nicht vollständig, da allein sein Film Drei Farben: Rot 15 Auszeichnungen in verschiedenen Ländern erhielt.
Internationales Filmfestival in Mannheim
Grand Prix für Das Personal (1976)
Polnische Wochenzeitschrift „Polityka“
1976 „Drozdze“-Preis
Internationales Filmfestival Moskau
Der erste Preis für den Film Der Filmamateur
Filmfestival von Venedig
1993 der Goldene Löwe für den Film Drei Farben: Blau
Internationale Filmfestspiele Berlin
Berlinale 1980 – Otto-Dibelius-Preis (verliehen von INTERFILM) für Der Filmamateur
Berlinale 1994 – Silberner Bär für die Beste Regie (Drei Farben: Weiß)
15. Lubuser Filmsommer in Lagow
1985 Preis für das künstlerische Gesamtwerk.
Cannes Film Festival
1988 FIPRESCI-Preis für Ein kurzer Film über das Töten
1991 FIPRESCI-Preis für Die zwei Leben der Veronika
Europäische Filmakademie
1988 Felix-Preis für Ein kurzer Film über das Töten
British Film Institute
1990 wurde ihm die Ehrenmitgliedschaft des Britischen Filminstituts für den „hervorragenden Beitrag im Filmbereich“ verliehen.
Französisches Kulturministerium
Verlieh ihm 1993 den Literatur- und Kunstorden
Stiftung Bibel und Kultur
Verlieh ihm 1994 den Stiftungspreis für Bibel und Spielfilm
Dänischer C. J. Sonning-Preis
1994 für seinen Beitrag im Bereich des Filmes und europäischer Kultur.
Academy Awards
1994 Oscar-Nominierung im Bereich der Regie für Drei Farben: Rot
Europäischen Medienpreis (Girona)
1996 erhielt er den Europäischen Medienpreis (Girona)
Academy of Motion Picture Arts and Sciences
Mitglied seit 1995
Rundfunk- und Fernsehfakultät der Universität Silesia in Katowice
Trägt seit 2000 seinen Namen.